# Теринг, Деннис
Деннис Теринг (нем. Dennis Thering; род. 5 апреля 1984, Гамбург) — немецкий политик (ХДС Гамбург), председатель парламентской группы Христианско-демократический союз Германии в парламенте Гамбурга с 18 марта 2020 года, а также лидер оппозиции. В апреле 2023 года он стал председателем ХДС Гамбурга.

## Образование
Деннис Теринг окончил бизнес-школу City Nord. Затем он проходил альтернативную службу в больнице Святого Духа в районе Поппенбюттель. Потом он прошёл обучение в качестве банковского клерка в Hamburger Sparkasse, где проработал 4 года (с 2006 по 2010). В 2013 году он окончил политологию в Гамбургском университете со степенью бакалавра гуманитарных наук. С января 2014 года по март 2020 года он работал в Pflegen & Wohnen Hamburg GmbH.

## Политическая карьера

### Вступление и первые годы в партии
Теринг был членом ХДС с 2001 года, председателем ХДС в Альстертале и с мая 2018 года районным председателем ХДС Вандсбека. В период с 2004 по 2008 год он был членом местного комитета Альстерталь, а с 2005 года заместителем руководителя группы.
С 2008 по 2011 год он был избран прямым голосованием членом избирательного округа Альстерталь-Вальддорфер окружного собрания Вандсбека. В это время он был представителем региона Альстерталь и представителем отдела спорта в парламентской группе ХДС окружного собрания Вандсбека.

### Первый срок в парламенте Гамбурга
С 2011 года он был депутатом гамбургского парламента и членом государственного совета ХДС в Гамбурге; с 2020 года — председателем парламентской группы ХДС в Гамбурге.

### Второй срок в парламенте Гамбурга
На выборах 2015 года Теринг вернулся в парламент по прямому мандату в избирательном округе Альстерталь-Вальддорфер и был заместителем председателя парламентской группы ХДС до 18 марта 2020 года.

### Третий срок в парламенте Гамбурга
На всеобщих выборах 23 февраля 2020 года Теринг снова баллотировался в качестве главного кандидата от ХДС Гамбурга в избирательном округе Альстерталь-Вальддорфер. Ему снова удалось пройти в парламент Гамбурга. На заседании учредительной парламентской группы 18 марта 2020 года парламентская группа ХДС единогласно избрала его своим новым председателем, сменив Андре Треполя.

### Государственный председатель в Гамбурге
В апреле 2023 года предыдущий председатель ХДС Гамбурга Кристоф Плос ушел со своего поста и передал председательство Терингу, который был избран членами партии 185 голосами из 197. Восемь делегатов проголосовали против, четверо воздержались.

### Кандидатура мэра
24 февраля 2023 года Теринг объявил о своем выдвижении в качестве кандидата, чтобы бросить вызов первому мэру Гамбурга Петеру Ченчеру (СДПГ) на выборах в 23-й парламент Гамбурга в 2025 году, заявив в летнем интервью Hamburger Abendblatt от 2022 года: "Ответственность правительства не означает, что мы затем автоматически обеспечиваем следующего мэра".

## Политические взгляды
В 2020 году Деннис Теринг раскритиковал квоту для женщин в политике. Он говорит, что поддерживает трудолюбивых женщин, но женская квота несправедлива. Он считает, что, например, хороший уход за детьми поможет лучше поддерживать женщин.
В марте 2022 года в своём выступлении в Парламенте Гамбурга он публично поддержал Украину в войне против России. Теринг призывает к правовым последствиям использования символа «Z».
Теринг занимается вопросами транспортной политики, внутренней безопасности и экономической политики. ХДС не хочет "исключать" ни одного участника дорожного движения, твердо стоит на стороне Гамбургского порта и хочет внести больший вклад в безопасность жителей Гамбурга, заявил он. По словам Теринга, для него также важно улучшение здравоохранения.
Вместе с ХДС Гамбурга он поддержал инициативу "Положить конец гендерному языку в администрации и образовании" в феврале 2023 г..
Теринг дистанцируется от ультраправых, заявив в феврале 2023 года: "AfD - это открыто расистская партия, частично также антисемитская, поэтому мы четко дистанцируемся".